# Канский договор
Канский договор (фр. Traité de Caen (1465)) — договор, подписанный 23 декабря 1465 года между королём Франции Людовиком XI и герцогом Бретани Франциском II.

## История
Чтобы сохранить независимость герцогства Бретани, Франциск II принял участие в объединении крупных французских феодалов Лига общественного блага, возглавляемой, в частности, братом короля и герцог Беррийским Карлом. По Конфланскому договору Карл получил герцогство Нормандия в качестве удела, а управление Нижней Нормандией было возложено на герцога Бретани.
Вскоре между прежними союзниками возникли разногласия, и бретонцы бежали, удержав за собой сохранивший верность королю Кан.
Король Людовик XI, воспользовавшись этими разногласиями, прибыл с армией и подписал новый мирный договор..